# Jan de Vos
Jan de Vos (né à Anvers le 17 mars 1936 et mort le 24 juillet 2011 à San Cristóbal de Las Casas, dans le Chiapas, au  Mexique), est un historien belge. 

## Biographie
Jan de Vos vivait au Mexique depuis les années 1970.
Il a participé aux pourparlers entre le gouvernement mexicain et l'Armée zapatiste de libération nationale à partir de 1995. 
Il travailla au CIESAS (Centre de recherches et d'études en anthropologie sociale) à San Cristobal de las Casas. Ses écrits concernent surtout l'histoire de la  jungle lacandone et la frontière entre le Mexique et le Guatemala. 
Ses principales œuvres sont : 
- La Paz del Dios y del Rey : la Conquista de la Selva Lacandona, 1525-1821 (La paix du dieu et du roi : la conquête de la jungle lacandone, 1525 - 1821)
- Oro verde : la Conquista de la Selva Lacandona por los Madereros Tabasqueños, 1822-1949 (L'or vert : la conquête de la jungle lacandone par les marchands de bois du Tabasco, 1822-1949)
- Una Tierra Para Sembrar Sueños : Historia Reciente de la Selva Lacandona, 1950-2000 (Une terre pour semer des rêves : une histoire récente de la jungle lacandone, 1950-2000)
- Las fronteras de la frontera sur (Les frontières de la frontière sud), CIESAS - Universidad Juarez Autonoma de Tabasco, Villahermosa, Tabasco, México, 1993